# Estación de Hospital Metropolitano (Metrorrey)
Hospital Metropolitano es una estación del Metro de Monterrey. Se ubica en San Nicolás de los Garza y es la terminal norte de la línea 3. Fue inaugurada el 27 de febrero de 2021.
El icono de esta estación es representado por la fachada del Hospital Metropolitano "Dr. Bernardo Sepúlveda" ya que la misma se encuentra precisamente a la salida del hospital que le da nombre.
Cuenta con 3 salidas, una al oriente ubicada en la acera derecha de la avenida Adolfo López Mateos y dos al poniente, una en la acera izquierda de la avenida Avenida Adolfo López Mateos y otra en la calle Plan de San Luis. Desde el 14 de diciembre de 2022 cuenta con rutas de sistema TransMetro para abastecer a distintos municipios, las unidades pueden abordarse desde las salidas del lado oriente de la estación.

## TransMetro
La estación cuenta con 5 rutas de TransMetro:
- Hospital Metropolitano - Diego Díaz: Recorre la avenida Diego Díaz de Berlanga hasta la zona de Citadina en el municipio de Apodaca.
- Hospital Metropolitano - Casa Blanca: Recorre la calle Antiguo Camino a Apodaca, para después recorrer las avenidas Los Pinos y Casa Blanca en la zona de Casa Blanca, finalizando en la zona Citadel/La Fé.
- Hospital Metropolitano - Rómulo Garza: Recorre las avenidas Rómulo Garza, Héctor Caballero y Río Orinoco. Brinda servicio a las zonas aledañas a la avenida Rómulo Garza, así como a las colonias La Noria, Valles de Huinalá, Los Álamos y Pueblo Nuevo, pasando por el parque industrial El Sabinal en Apodaca.
- Hospital Metropolitano - Anillo Eléctrico: Su recorrido es paralelo al del transmetro Diego Díaz, con recorrido por la calle Torres de Santo Domingo, hasta la avenida Anillo Eléctrico.
- Hospital Metropolitano - López Mateos: Su recorrido únicamente recorre la avenida López Mateos, desde la estación Hospital Metropolitano hasta el puente de Apodaca.

## Sitios de interés
- Hospital Metropolitano "Dr. Bernardo Sepúlveda"